# 443 a. C.
El año 443 a. C. fue un año del calendario romano prejuliano. En el Imperio romano se conocía como el Año del consulado de Macerino y Barbado (o menos frecuentemente, año 311 Ab urbe condita). 

## Acontecimientos
- Creación de la censura en Roma.
- Fundación de Turios.
- El político ateniense Tucídides es condenado al ostracismo.

- Datos: Q234548